# Lista filmelor cu supereroi cu cele mai mari încasări
Aceasta este lista filmelor cu supereroi cu cele mai mari încasări:

## Filme cu cele mai mari încasări
| Loc | Film                                        | Încasări mondiale | An   | Supereroi               | Sursă          | Ref           |
| --- | ------------------------------------------- | ----------------- | ---- | ----------------------- | -------------- | ------------- |
| 1   | Avengers: Endgame                           | 2,799,439,100$    | 2019 | Avengers                | Marvel         | [ 1 ]         |
| 2   | Avengers: Infinity War                      | 2,048,359,754$    | 2018 | Avengers                | Marvel         | [ 2 ]         |
| 3   | Spider-Man: No Way Home                     | 1,926,899,310$    | 2021 | Spider-Man              | Marvel         | [ 3 ]         |
| 4   | The Avengers                                | 1,518,812,988$    | 2012 | Avengers                | Marvel         | [ 4 ]         |
| 5   | Avengers: Age of Ultron                     | 1,402,809,540$    | 2015 | Avengers                | Marvel         | [ 5 ]         |
| 6   | Black Panther                               | $1,346,913,171    | 2018 | Black Panther           | Marvel         | [ 6 ]         |
| 7   | Deadpool & Wolverine                        | $1,338,073,645    | 2024 | Deadpool and Wolverine  | Marvel         | [ 7 ]         |
| 8   | Incredibles 2                               | $1,242,805,359    | 2018 | The Incredibles         | Pixar          | [ 8 ]         |
| 9   | Iron Man 3                                  | $1,215,577, 205   | 2013 | Iron Man                | Marvel         | [ 9 ]         |
| 10  | Captain America: Civil War                  | $1,153,304,495    | 2016 | Captain America         | Marvel         | [ 10 ]        |
| 11  | Aquaman                                     | $1,148,161,807    | 2018 | Aquaman                 | DC             | [ 11 ]        |
| 12  | Spider-Man: Far From Home                   | $1,131,927,996    | 2019 | Spider-Man              | Marvel         | [ 12 ]        |
| 13  | Captain Marvel                              | $1,131,416,446    | 2019 | Captain Marvel          | Marvel         | [ 13 ]        |
| 14  | The Dark Knight Rises                       | $1,081,041,287    | 2012 | Batman                  | DC             | [ 14 ]        |
| 15  | Joker                                       | $1,078,751,311    | 2019 | Joker                   | DC             | [ 15 ]        |
| 16  | The Dark Knight                             | $1,006,222,205    | 2008 | Batman                  | DC             | [ 16 ]        |
| 17  | Doctor Strange in the Multiverse of Madness | $955,775,804      | 2022 | Doctor Strange          | Marvel         | [ 17 ]        |
| 18  | Spider-Man 3                                | $890,871,626      | 2007 | Spider-Man              | Marvel         | [ 18 ]        |
| 19  | Spider-Man: Homecoming                      | $880,166,924      | 2017 | Spider-Man              | Marvel         | [ 19 ]        |
| 20  | Batman v Superman: Dawn of Justice          | $873,634,919      | 2016 | Batman and Superman     | DC             | [ 20 ]        |
| 21  | Guardians of the Galaxy Vol. 2              | $863,756,051      | 2017 | Guardians of the Galaxy | Marvel         | [ 21 ]        |
| 22  | Black Panther: Wakanda Forever              | $859,208,836      | 2022 | Black Panther           | Marvel         | [ 22 ]        |
| 23  | Venom                                       | $856,085,151      | 2018 | Venom                   | Marvel         | [ 23 ]        |
| 24  | Thor: Ragnarok                              | $853,983,879      | 2017 | Thor                    | Marvel         | [ 24 ]        |
| 25  | Guardians of the Galaxy Vol. 3              | $845,555,777      | 2023 | Guardians of the Galaxy | Marvel         | [ 25 ] [ 26 ] |
| 26  | Wonder Woman                                | $821,847,012      | 2017 | Wonder Woman            | DC             | [ 27 ]        |
| 27  | Spider-Man                                  | $821,708,551      | 2002 | Spider-Man              | Marvel         | [ 28 ]        |
| 28  | Spider-Man 2                                | $788,976,453      | 2004 | Spider-Man              | Marvel         | [ 29 ]        |
| 29  | Deadpool 2                                  | $785,046,920      | 2018 | Deadpool                | Marvel         | [ 30 ]        |
| 30  | Deadpool                                    | $783,112,979      | 2016 | Deadpool                | Marvel         | [ 31 ]        |
| 31  | Guardians of the Galaxy                     | $773,328,629      | 2014 | Guardians of the Galaxy | Marvel         | [ 32 ]        |
| 32  | The Batman                                  | $770,836,163      | 2022 | Batman                  | DC             | [ 33 ]        |
| 33  | Thor: Love and Thunder                      | $760,928,081      | 2022 | Thor                    | Marvel         | [ 34 ]        |
| 34  | The Amazing Spider-Man                      | $757,930,663      | 2012 | Spider-Man              | Marvel         | [ 35 ]        |
| 35  | Suicide Squad                               | $746,846,894      | 2016 | Suicide Squad           | DC             | [ 36 ]        |
| 36  | X-Men: Days of Future Past                  | $746,045,700      | 2014 | X-Men                   | Marvel         | [ 37 ]        |
| 37  | The Matrix Reloaded                         | $741,847,937      | 2003 | Neo                     | The Wachowskis | [ 38 ] [ 39 ] |
| 38  | Captain America: The Winter Soldier         | $714,421,503      | 2014 | Captain America         | Marvel         | [ 40 ]        |
| 39  | The Amazing Spider-Man 2                    | $708,982,323      | 2014 | Spider-Man              | Marvel         | [ 41 ]        |
| 40  | Spider-Man: Across the Spider-Verse         | $690,516,673      | 2023 | Spider-Man              | Marvel         | [ 42 ] [ 43 ] |
| 41  | Doctor Strange                              | $677,718,395      | 2016 | Doctor Strange          | Marvel         | [ 44 ]        |
| 42  | Man of Steel                                | $668,045,518      | 2013 | Superman                | DC             | [ 45 ]        |
| 43  | Justice League                              | $657,924,295      | 2017 | Justice League          | DC             | [ 46 ]        |
| 44  | Big Hero 6                                  | $657,818,612      | 2014 | Big Hero 6              | Marvel         | [ 47 ]        |
| 45  | Thor: The Dark World                        | $644,571,402      | 2013 | Thor                    | Marvel         | [ 48 ]        |
| 46  | The Incredibles                             | $631,607,053      | 2004 | The Incredibles         | Pixar          | [ 49 ]        |
| 47  | Hancock                                     | $624,386,746      | 2008 | Hancock                 | Vincent Ngo    | [ 50 ]        |
| 48  | Iron Man 2                                  | $623,933,331      | 2010 | Iron Man                | Marvel         | [ 51 ]        |
| 49  | Ant-Man and the Wasp                        | $622,674,139      | 2018 | Ant-Man and Wasp        | Marvel         | [ 52 ]        |
| 50  | Logan                                       | $619,021,436      | 2017 | Wolverine               | Marvel         | [ 53 ]        |

## Vezi și
- Listă de filme cu supereroi
- Lista filmelor cu cele mai mari încasări
- Lista filmelor de groază cu cele mai mari încasări
- Lista filmelor fantastice cu cele mai mari încasări
- Lista filmelor științifico-fantastice cu cele mai mari încasări